# Lili Boniche

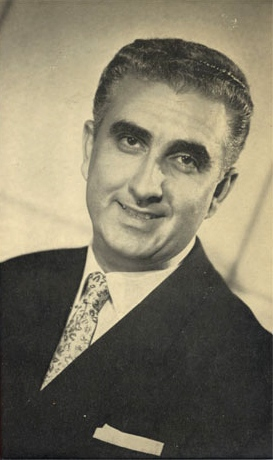
Lili Boniche (1966)

Lili Boniche (* 1922 in Algier als Élie Boniche; † 6. März 2008 in Paris) war ein algerischer Sänger mit sephardisch-jüdischen Wurzeln, der arabisch-andalusische Musik machte. Sein Stil umfasste Chaabi und Rumba mit französischen und arabischen Texten.

## Biografie
Früh erhielt Boniche Unterricht von Saoud l’Oranais, einem Interpreten der klassisch arabisch-andalusischen Musik. Danach besuchte Boniche die Musikschulen  Moutribia und al-Moussilia.
Mit 15 Jahren erhielt er vom Direktor von Radio-Alger das Angebot, eine Sendung zum Hawzi zu gestalten.
Lili Boniche gilt als Modernisierer der klassisch-arabischen Musik: Die cabarets orientaux mischte er mit westlichen Rhythmen, dem Jazz und lateinamerikanischen Klängen. Boniches Lieder waren so populär, dass sie auch in französischen Spielfilmen wie Le Grand pardon oder La Vérité si je mens eingesetzt wurden.

## Diskografie
- Il n’y a qu’un seul Dieu (live im Olympia), East West Warner Music France, 1999
- Œuvres récentes, APC  Play it Again Sam, 2003
- Trésors de la chanson judéo-arabe, Créon Mélodie